# Vůznice (národní přírodní rezervace)
Národní přírodní rezervace Vůznice je vyhlášena od roku 1984. Zaujímá v délce několika kilometrů a šíři několika set metrů údolí středního toku potoka Vůznice a několika jeho přítoků. 
Předmětem ochrany jsou lesní společenstva středoevropských pahorkatin, typická pro takováto hluboce zaříznutá údolí a charakteristická pro chráněnou krajinnou oblast Křivoklátsko, kam celé chráněné území spadá. Konečným cílem ochrany území je dosažení pralesního stavu. Co do živočišných druhů, ochrana se zabývá například kuňkou žlutobřichou nebo roháčem obecným.
Rozloha rezervace činí 231,22 ha a nadmořská výška území se pohybuje od 250 do 420 metrů. Nachází se v těsné blízkosti obce Nižbor nedaleko Berouna. Chráněné území je evropsky významnou lokalitou a ptačí oblastí. Území je až na zříceninu hradu Jenčov a jeho bezprostředního okolí veřejnosti nepřístupné.

## Poloha
Národní přírodní rezervace Vůznice leží celou svou rozlohou ve východní části chráněné krajinné oblasti Křivoklátsko ve Středočeském kraji, asi jeden kilometr od Nižboru a deset kilometrů Berouna.
Geodeticky bylo členité území zaměřeno v letech 2004–2005.
Ve své severozápadní části území NPR zaujímá levý břeh a levou údolní stráň potoka Vůznice od místa, kde vtéká do lesa, až k soutoku s Benešákem (Benešův potok), včetně ostrohu s hradem Jenčovem. Pod soutokem se dále rozkládá na obou stranách údolí až ke křížení silnice II/116. K rezervaci patří také údolí dvou levostranných přítoků Vůznice: část Benešova luhu, tedy asi 1,5 kilometrů délky údolí potoka Benešáku, a jednoho bezejmenného větveného přítoku o něco níže po proudu. Celková délka rezervace činí zhruba 4 kilometry. Nejnižší bod chráněného území se nachází v nadmořské výšce asi 250 metrů a nejvyšší polohy nalezneme zhruba ve 420 metrech.
Území rezervace je rozděleno do tří katastrálních území, která patří do tří různých obcí i okresů:
- Běleč (okres Kladno): 77 ha
- Nižbor (okres Beroun): 113 ha
- Sýkořice (okres Rakovník): 41 ha

Horní levobřežní část rezervace patří do katastrálního území obce Běleč v okrese Kladno. Benešák je hranicí mezi Bělčí a Nižborem a tedy i hranicí okresu Beroun. Část rezervace na pravém břehu Vůznice leží na území obce Sýkořice v okrese Rakovník. Západně od údolí se v sousedství rezervace nachází zámek Dřevíč. Levobřežní část rezervace pod soutokem s Benešákem patří do území Nižboru v okrese Beroun.

## Historie
Jméno rezervace je totožné s názvem potoka, který chráněným územím protéká. Nejpravděpodobnější vývoj názvu je tento: původně se tok jmenoval Hvozdnice, podle hustého hvozdu v okolí. Tento název se zkomolil na Voznice, a později Vůznice.
Území bylo již ve středověku poměrně významné. Vedla zde obchodní stezka, nad níž se tyčil jeden z nejmenších českých hradů, Jenčov (někdy uváděn pod jménem Jinčov nebo Jeničov). Byl to lovecký hrádek Václava I., který vznikl přibližně v polovině 13. století.  
V téže době část potoka fungovala jako rybí sádky, později po 1948 zde byly založeny pstruží líhně.
Z hradu se dochovala zřícenina, k níž vede červená turisticky značená trasa. Zbytek rezervace je veřejnosti nepřístupný. Aktivní rybí sádky zmizely, stále zde však lze najít několik rybníčků, z nichž některé podléhají ochraně, přestože nejsou přirozenými vodními plochami.
Území bylo historicky využíváno také pro zemědělství. Tam, kde je údolí Vůznice širší, byly v minulosti potoční nivy odlesněny a využívány pro pěstování nebo chov. Některé pozemky byly pravděpodobně používány jako půda orná, ale většinu nivy tvořily louky či pastviny. V jižní části území jsou dodnes zbytky ovocných stromů, které svědčí o využívání prostoru také pro vysokokmenný sad.
První snahy o ochranu území proběhly v roce 1959. Od té doby bylo území 15 let projednáváno na nejrůznějších úrovních správy. Problémových oblastí bylo hned několik. Vyhlášení ochrany oddalovala například otázka výměry, kterážto jednání komplikovala skutečnost, že území spadá do tří katastrálních území a zároveň tří odlišných okresů. Posledních deset let před schválením vyhlášení národní přírodní rezervace bylo projednávání odkládáno z důvodu aktuálně probíhajících debat nad chráněnou krajinnou oblastí Křivoklátsko, do kterého celé území NPR Vůznice spadá.
K vyhlášení národní přírodní rezervace Vůznice došlo 11. října 1984.

## Přírodní poměry

### Geologie

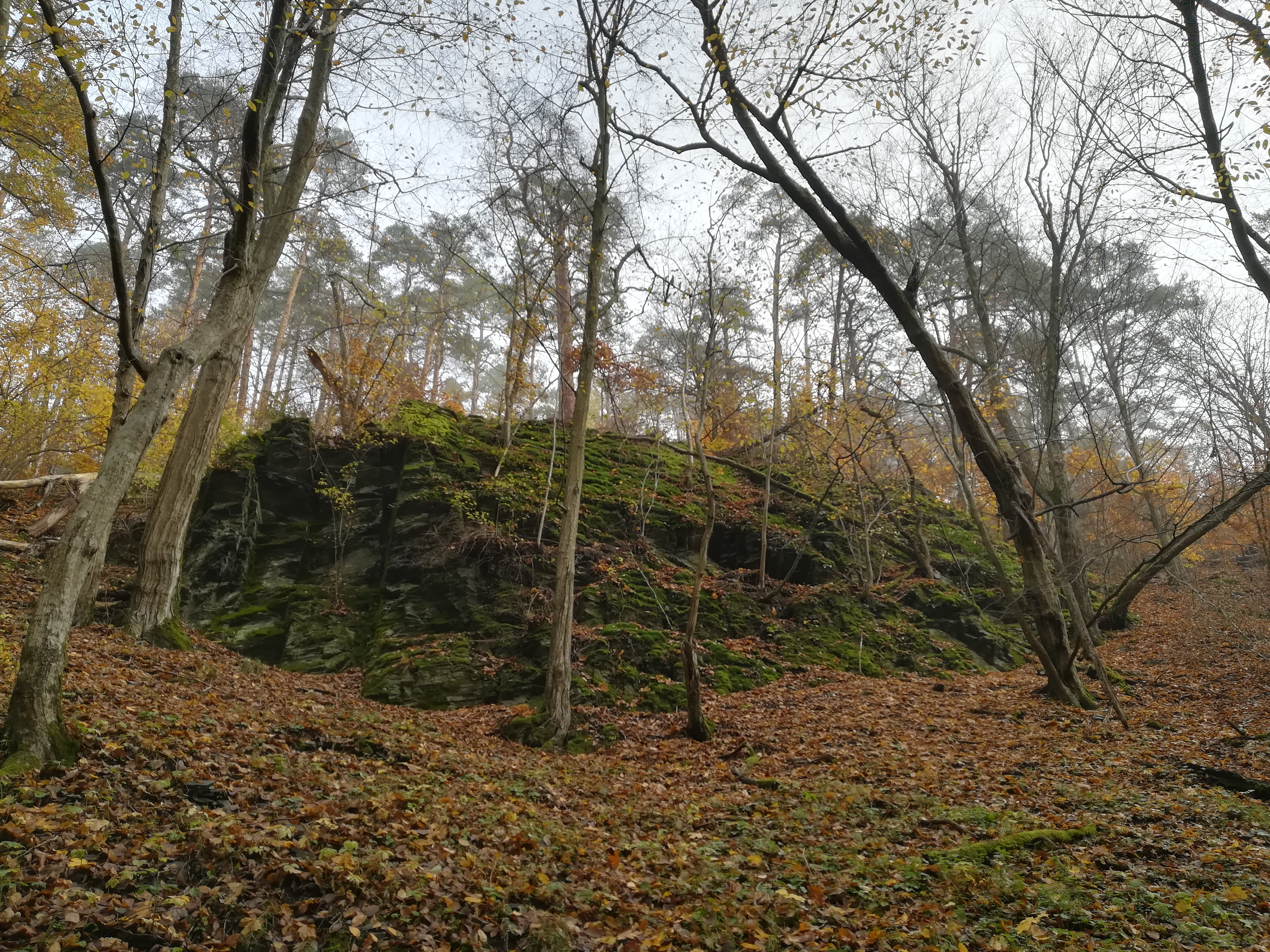
Hornina typická pro zaříznuté území NPR Vůznice

Většinu podloží národní přírodní rezervace tvoří horniny z proterozoika. Nachází se zde horniny jako droby, jílovité břidlice a buližníky. Horniny z paleozoika jsou na území pouze v podobě žíly z křemenného porfyru. Nejmladší horniny, z kvartéru, jsou říční štěrkové terasy Berounky a svahoviny.

### Pedologie
Půdní skladba je formována několika přechodnými typy půd. V rezervaci se nachází oligotrofní hnědá půda vznikající z buližníků (silicitů) a mezotrofní půda a spraše na říčních terasách. Nalezneme zde také svahy pokrývající rankery.

### Hydrologie
Rezervace obklopuje centrální pásmo potoka Vůznice. Potok pramení nedaleko obce Běleč v nadmořské výšce zhruba 445 metrů, dále protéká osadou Pohodnice a následně vtéká do lesa a do národní přírodní rezervace. Teče skrze celé chráněné území ze severu k jihu. Protéká kolem skal na březích a kolem zříceniny Jenčova. Do Vůznice se v rámci rezervace vlévá potok Benešák. Na Vůznici se nachází rybník, který zde byl zbudován jako zásobárna vody. Potok se mimo rezervaci se vlévá do Berounky jakožto její levý přítok.

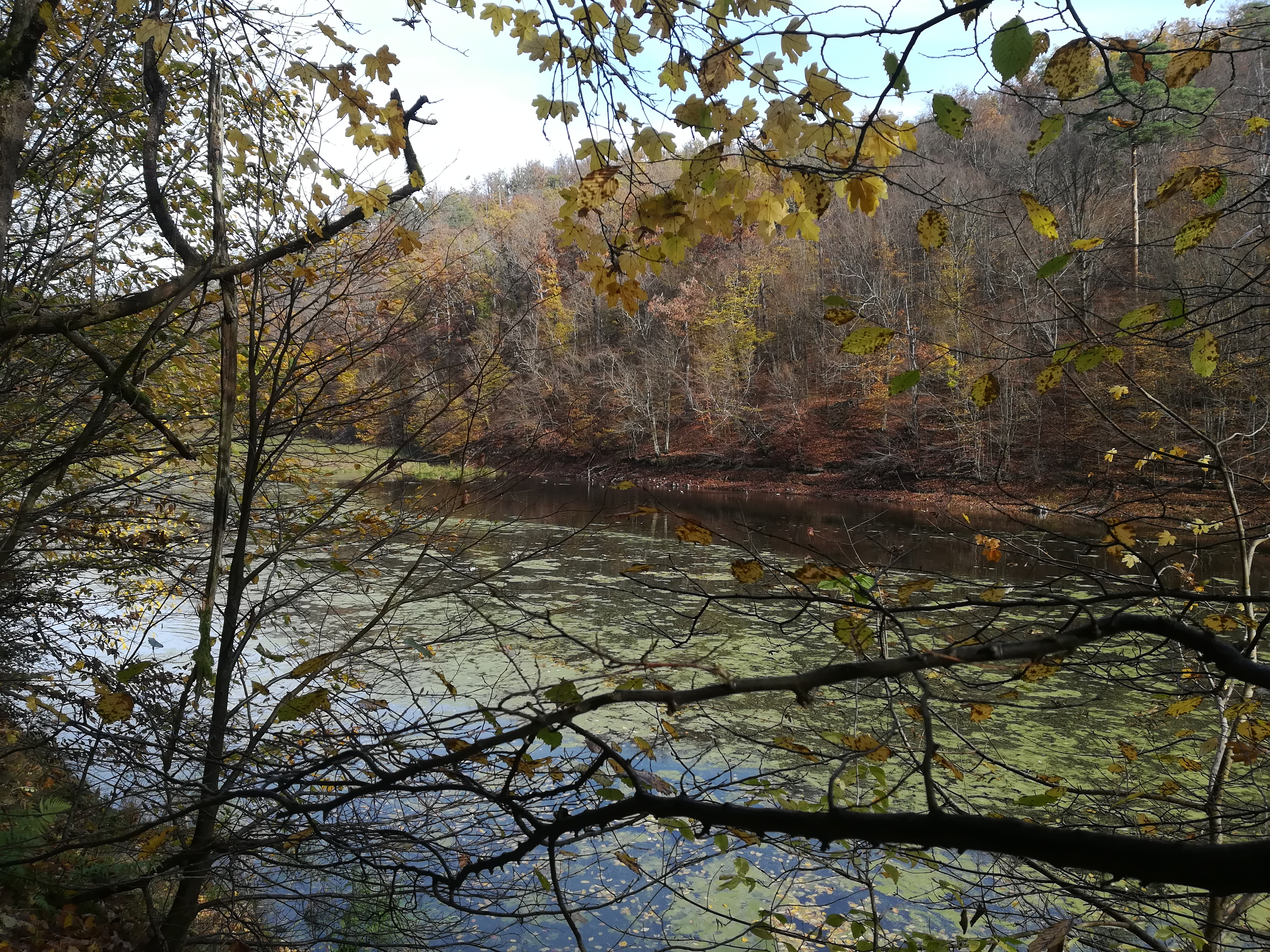
Největší vodní plocha NPR Vůznice

### Flóra
Na území rezervace roste přes 450 druhů vyšších cévnatých rostlin, přičemž čtrnáct z nich je chráněných. Jsou to např. tařice skalní (Aurinia saxatilis), bledule jarní (Leucojum vernum), oměj vlčí mor (Aconitum vulparia), tis červený (Taxus baccata), okrotice dlouholistá (Cephalanthera longifolia), třemdava bílá (Dictamnus albus) a měsíčnice vytrvalá (Lunaria rediviva).
Území obsahuje řadu biotopů s rozdílnou vegetací. U potoka převažují jasaniny, ptačincové olšiny a rozsáhlé porosty měsíčnice vytrvalé (Lunaria rediviva). Na ně navazují habřiny a javořiny a o něco výše rostou teplomilné doubravy. V okolí skal lze nalézt i borovici nebo smrk. Doprovodné byliny jsou např. metlička křivolaká (Avenella flexuosa), jestřábník chlupáček (Hieracium pilosella), kostřava ovčí (Festuca ovina) a bika bělavá (Luzula luzuloides).

### Fauna
V rezervaci žije řada bezobratlých. Například plži hrachovka lesklá (Pisidium nitidum), dvojzubka lužní (Perforatella bidentata), vřetenatka lesklá (Bulgarica nitidosa) a svinutec běloústý (Anisus leucostoma). Z motýlů zde přebývají např. hnědásek květelový (Melitaea didyma), bělopásek topolový (Limenitis populi) nebo také přástevník kostivalový (Euplagia quadripunctaria). Z brouků se na lokalitě mezi jinými vyskytuje i roháč obecný (Lucanus cervus).
Mezi zástupci obratlovců stojí za povšimnutí několik druhů ryb: střevle potoční (Phoxinus phoxinus), pstruh potoční (Salmo trutta fario), vranka obecná (Cottus gobio), siven americký (Salvelinus fontinalis). Tůně a jiné vodní plochy v rezervaci umožňují výskyt např. těmto druhům obojživelníků: čolek velký (Triturus cristatus), mlok skvrnitý (Salamandra salamandra) a skokan štíhlý (Rana dalmatina). Z plazů je možné najít zmiji obecnou (Vipera berus), užovku podplamatou (Natrix tessellata), užovku hladkou (Coronella austriaca), ještěrku živorodá (Zootoca vivipara) nebo ještěrku obecná (Lacerta agilis). Místní ptactvo pak doplňuje čáp černý (Ciconia nigra), žluna šedá (Picus canus), ledňáček říční (Alcedo atthis), lejsek bělokrký (Ficedula albicollis), strakapoud prostřední (Leiopicus medius), krutihlav obecný (Jynx torquilla), výr velký (Bubo bubo) a jiní. Pokud jde o savce, za pozornost stojí výskyt netopýra velkého (Myotis myotis), netopýra černého (Barbastella barbastellus) a vydry říční (Lutra lutra). Na území přebývají i nepůvodní druhy jako norek americký (Neovison vison), psík mývalovitý (Nyctereutes procyonoides) a mýval severní (Procyon lotor). Typickou skupinu zvěře tvoří srnec obecný (Capreolus capreolus), jelen evropský (Cervus elaphus), jelen sika japonský (Cervus nippon), muflon (Ovis aries musimon) a v neposlední řadě i prase divoké (Sus scrofa).

## Ochrana přírody
Ochrana území byla vyhlášena s cílem zachování přirozených lesních společenstev, která jsou pro údolí potoků na Křivoklátsku charakteristická. Dlouhodobou snahou je zachovat spolu s jejich přirozeností funkčnost ekosystému zdejších lesních biotopů. Oblast má být vedena k zachování a obnově původních dřevin. Porosty zdejšího území se mají vracet k původní stromové skladbě, kterou jsou bohatá smíšená dřevinná společenstva z nichž za zmínku stojí jedle bělokorá (Abies alba), jež v posledních desetiletích z území téměř zcela vymizela. Speciální péče má být věnována dlouhověkým doubravám, jejichž zachování je pro místní ekosystém stěžejní.
Mimoto je mezi dlouhodobými cíli údržba přirozených i některých umělých vodních ploch, pozůstatků po pstružích líhních, které se na území v historii provozovaly. Umělá vodní díla, kterou nejsou v národní přírodní rezervaci žádoucí, budou postupně odstraněna. Jedná se především o betonové přehrážky, náhonná koryta ad. V dlouhodobých plánech ochrany živočichů na Křivoklátsku jsou také body o chovu ohrožených a vzácných druhů reofilních ryb, přičemž je uvažována možnost zřízení vodních ploch pro jejich chov právě v národní přírodní rezervaci Vůznice. Plochy, které se na území nachází by byly dostačující a koncepce záchrany ryb by nebyla v konfliktu s koncepcí zachování příhodných biotopů pro obojživelníky, uplatňované v rámci jiných schválených kroků ochrany území.
Co se toku Vůznice a jeho přítoků týče, plánovaným opatřením je sledování fyzikálně-chemických parametrů vody. Monitoring probíhá také na úrovni inventarizace ichtyofauny. Důvodem je zemědělská činnost na horních polohách toku.
Do chráněného území spadají také pozemky, na nichž mají být kosením udržována luční společenstva, přičemž tato péče má vést ke stabilizaci tamního ekosystému a podpoře přirozené biodiverzity.

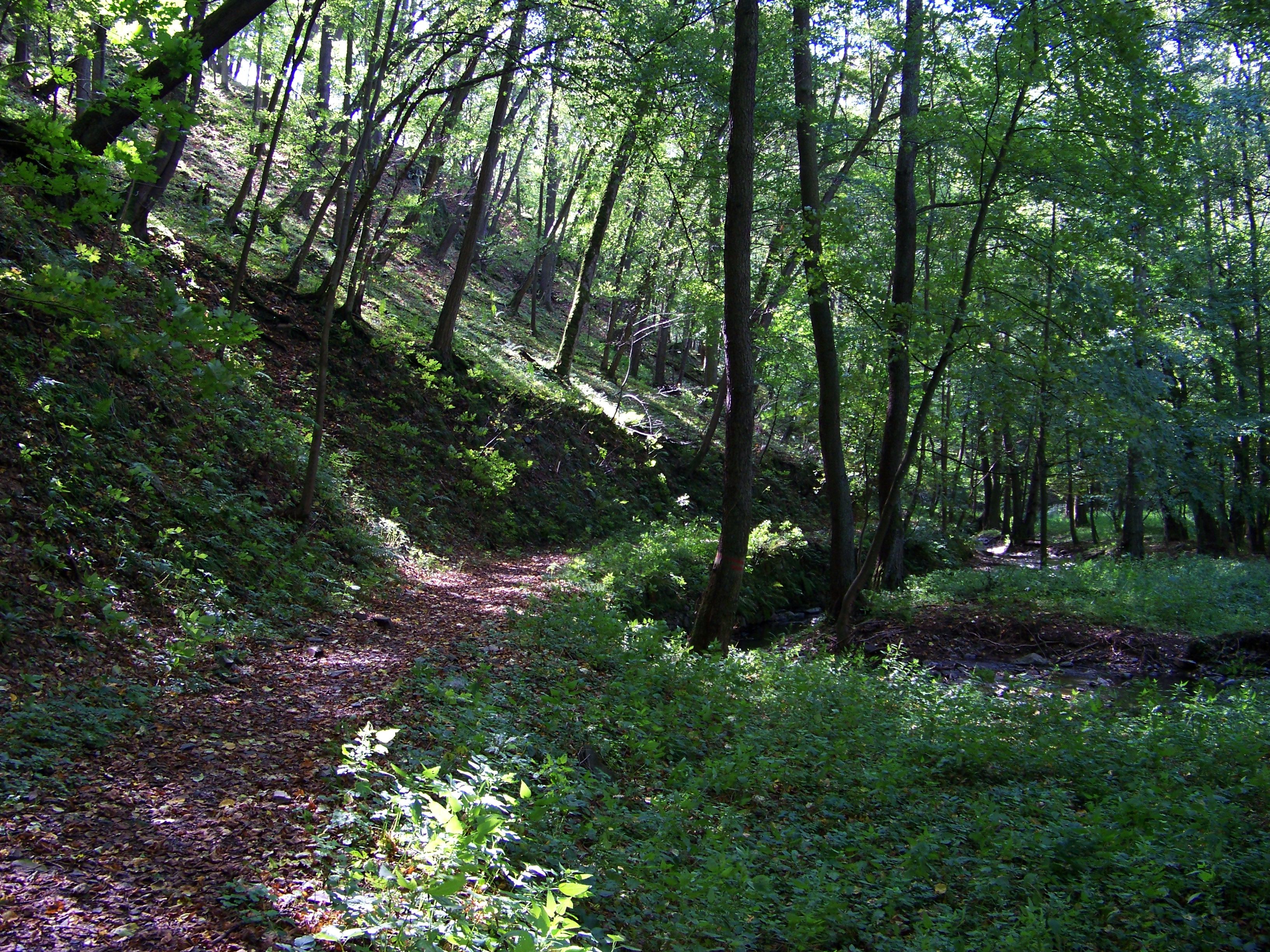
Lesní porost kolem cest

Ochranné pásmo není vyhlášeno, a je jím tedy ze zákona pás do vzdálenosti 50 metrů od hranice zvláště chráněného území.

### Další formy ochrany
Celé území národní přírodní rezervace Vůznice náleží do biosférické rezervace chráněná krajinná oblast Křivoklátsko. V rámci systému Natura 2000 spadá do ptačí oblasti Křivoklátsko a je evropsky významnou lokalitou Vůznice.

### Předmět ochrany evropsky významné lokality
- středoevropské silikátové sutě;
- chasmofytická vegetace silikátových skalnatých svahů;
- bučiny asociace Asperulo-Fagetum;
- dubohabřiny asociace Galio-Carpinetum;
- suťové lesy svazu Tilio-Acerion na svazích, sutích a v roklích;
- smíšené jasanovo-olšové lužní lesy temperátní a boreální Evropy (Alno-Padion, Alnion incanae, Salicion albae);
- eurosibiřské lesostepní doubravy;
- kuňka žlutobřichá (Bombina variegata);
- roháč obecný (Lucanus cervus)[17]

## Turistika

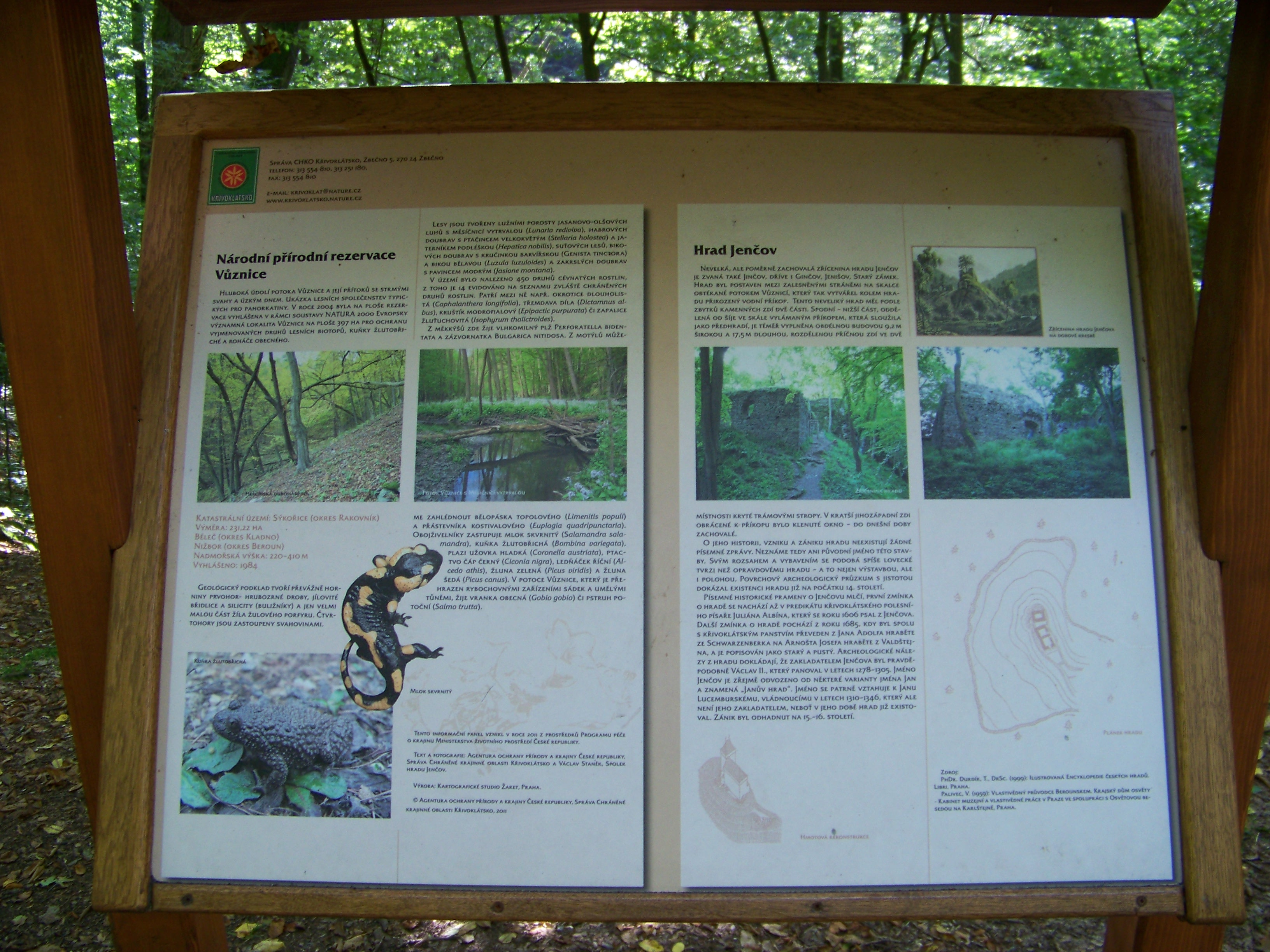
Naučná tabule na stezce kolem zříceniny hradu Jenčov

Do rezervace je vstup povolen pouze v rámci značené turistické trasy, a to k hradu Jenčov a jeho těsnému okolí.
K jižní části území je možné se dostat zhruba kilometrovým stoupáním z vlakové zastávky Nižbor. Do Nižboru zajíždí také autobus z Berouna, který má konečnou zastávku Nižbor, Šnárová. Ta je pro přiblížení se k chráněnému území prostřednictvím MHD nejpříhodnější.  Automobilem je možné přijet po silnici II/116 vedoucí z Rakovníka do Berouna a silnicí severovýchodně vedoucí z obce Nižbor prakticky ze všech stran chráněného území.

## Galerie

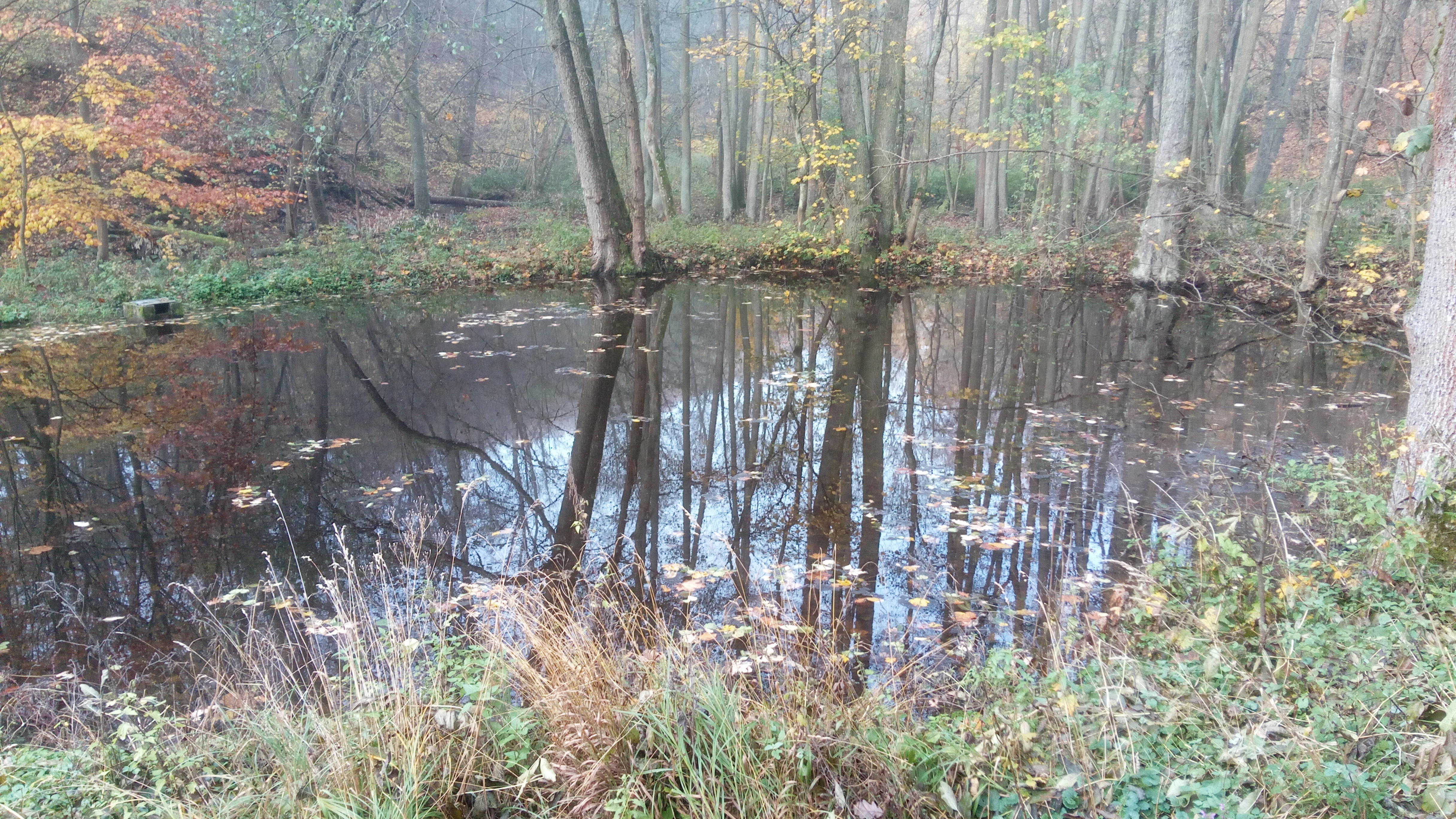
Jedna z vodních ploch
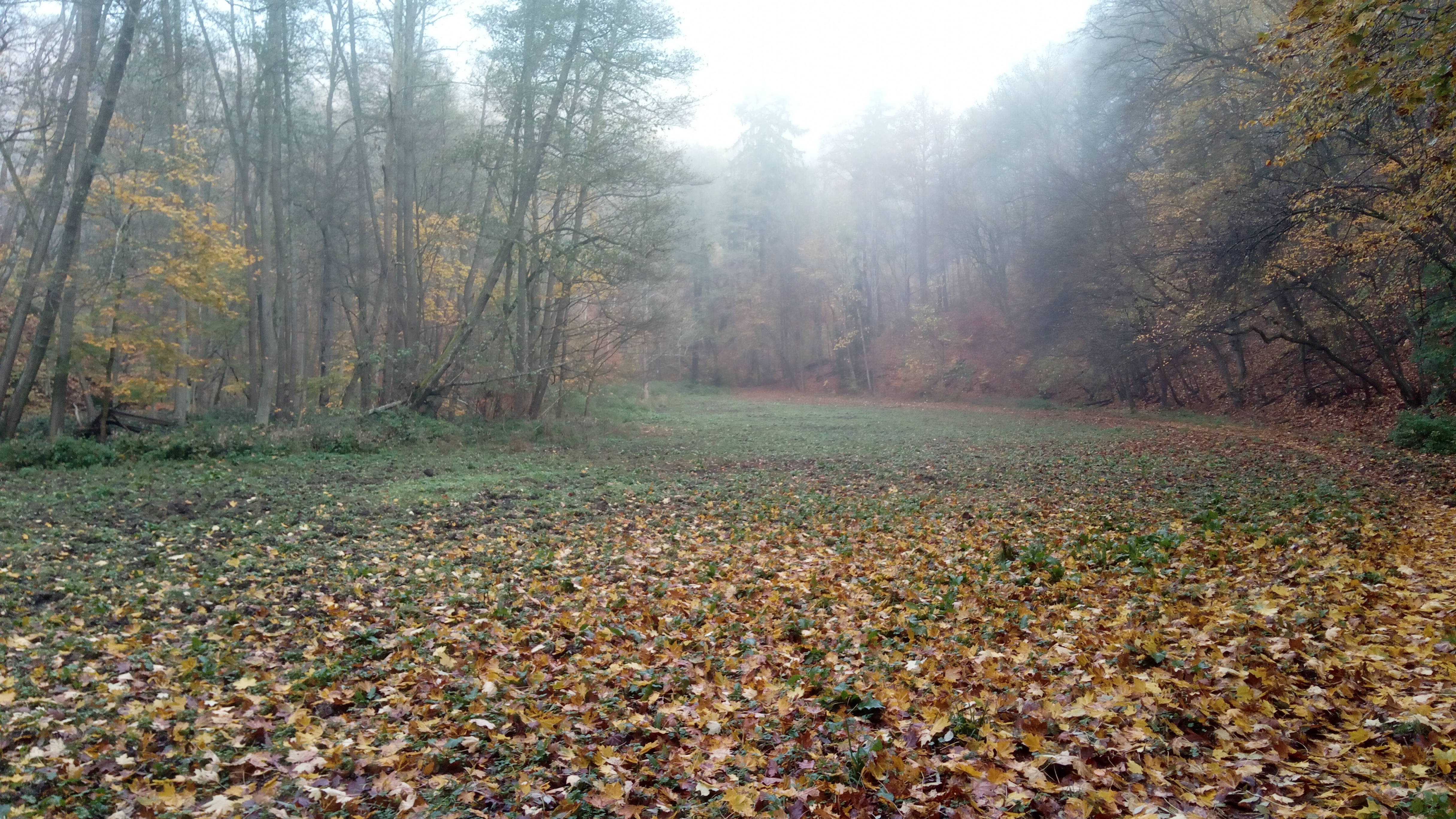
Údolí potoka Vůznice
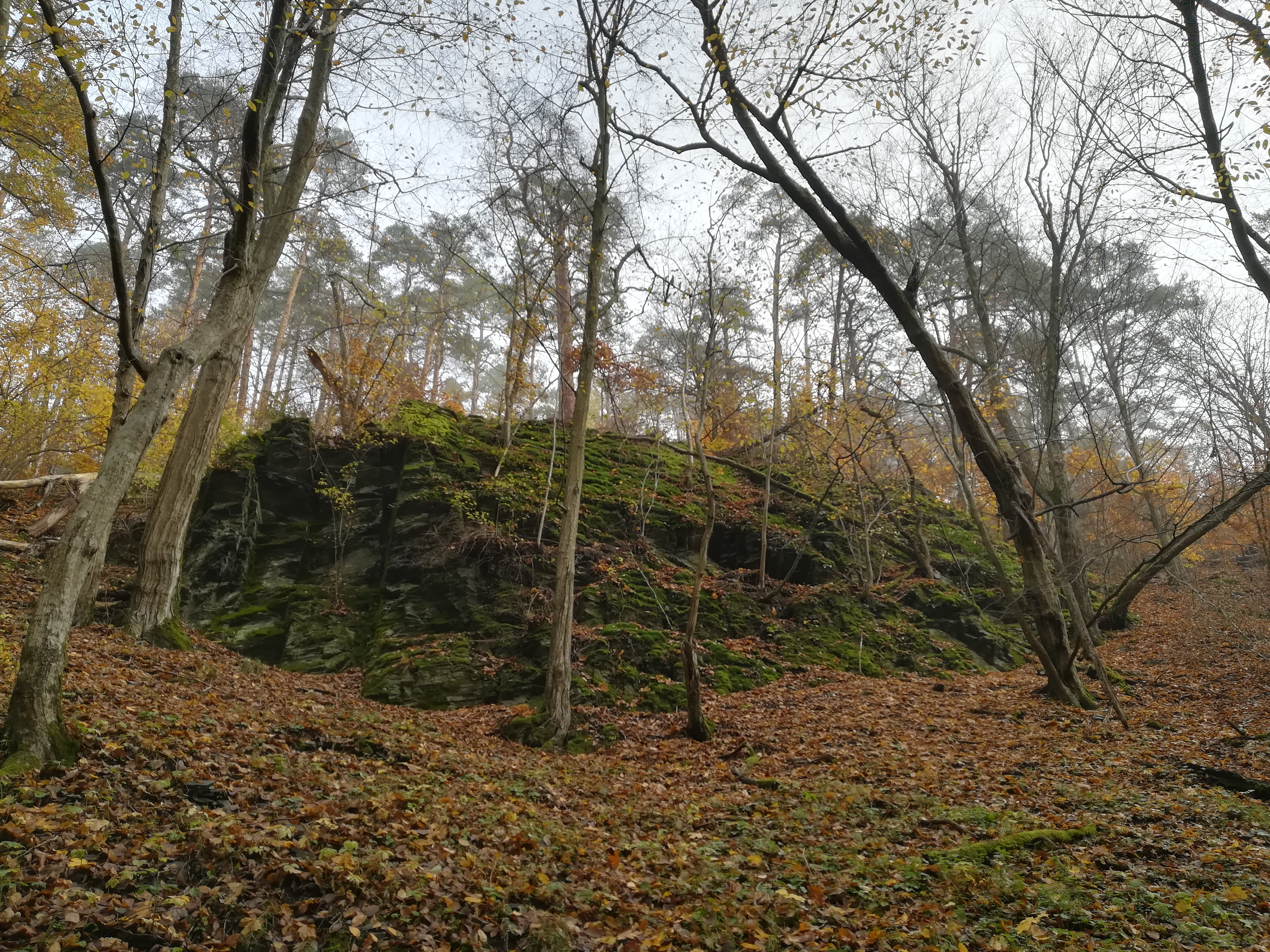
Skalní výčnělky
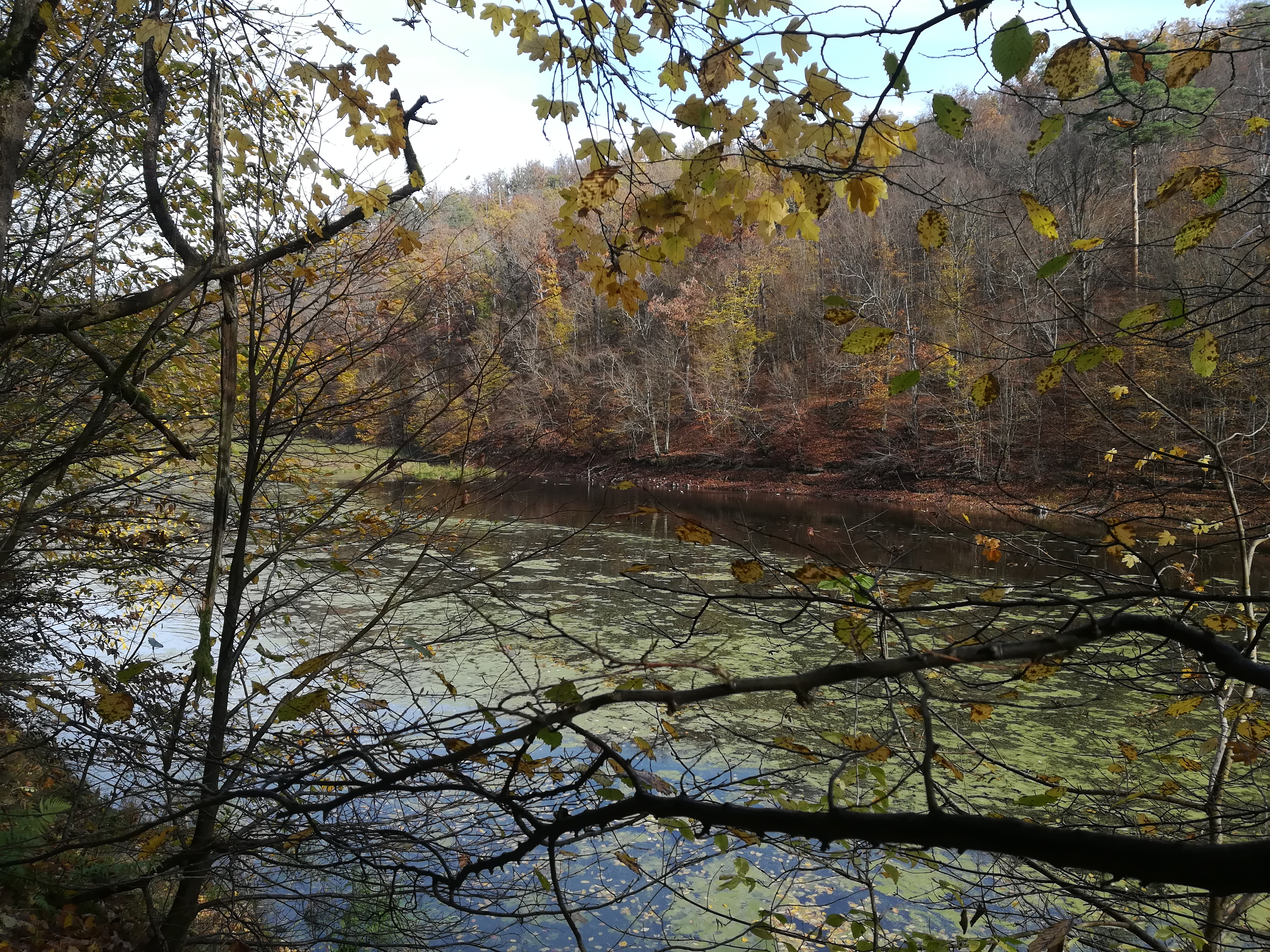
Největší rybník
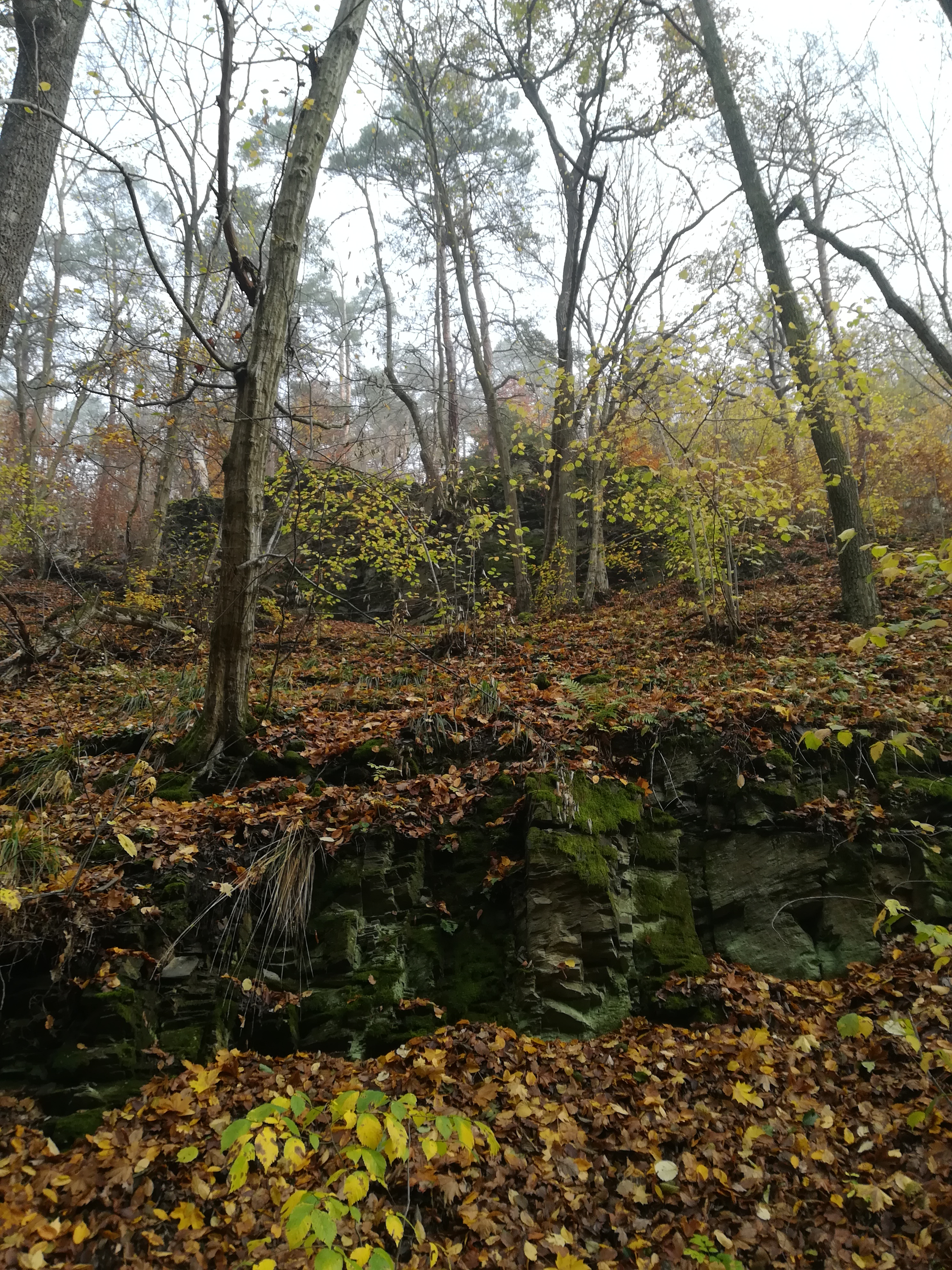
Svah od potoka
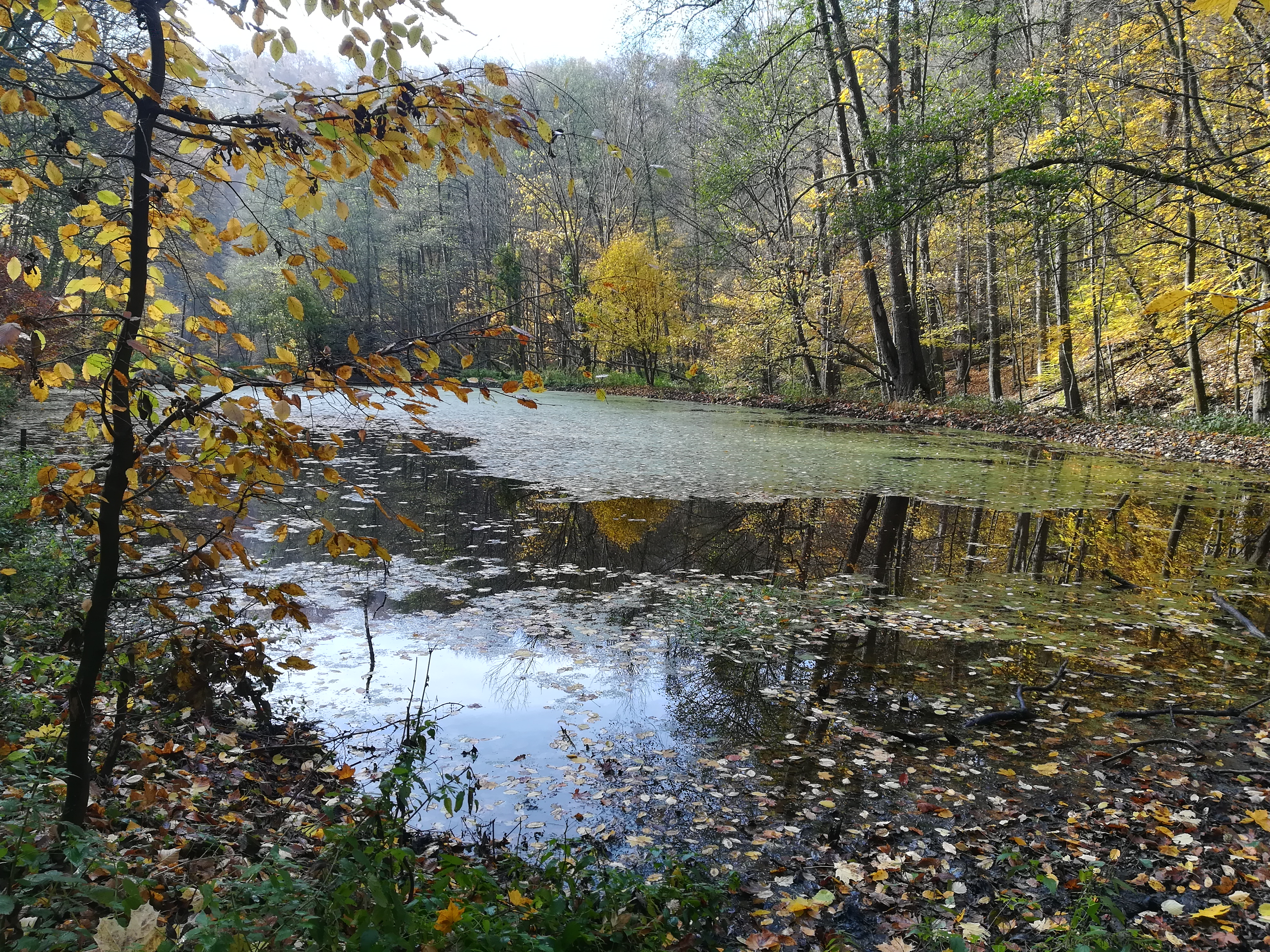
Jedna z vodních ploch